# Otto Lous Mohr
Otto Lous Mohr, född den 8 mars 1886 i Mandal, död den 23 juni 1967 i Fredrikstad, var en norsk läkare, genetiker och forskningspolitiker, bror till Bjarne och Hugo Lous Mohr och gift med Tove Mohr.
Mohr blev medicine doktor 1917, och var professor i anatomi vid Universitetet i Oslo 1919–1952; mellan 1938 och 1952 ledde han universitetets ärftlighetsinstitut, och mellan 1946 och 1952 var han dess rektor.
Utöver en mängd genetiska och biologiska avhandlingar har han skrivit flera läroböcker och populärvetenskapliga böcker. Hans Arvelighet og sykdom har publicerats i USA, Sverige och Kina. Han har också gett ut Welhavens kjærlighetsbreve til Ida Kjerulf, Henrik Ibsen som maler och andra publikationer i humanistiska och sociala fack. Han var styrelseordförande på NRK 1945–1957, och tog initiativ till upprättandet av Norges almenvitenskapelige forskningsråd.